# Val Rhymin
Val Rhymin é um personagem fictício na revista em quadrinhos americana da Marvel Comics, Fugitivos. Val Rhymin foi criado pelo escritor Terry Moore e pelo artista Humberto Ramos, e a sua primeira aparição foi em Fugitivos Vol. 3,  #1 (Agosto de 2008). Ele apareceu pela primeira vez como um funcionário em uma estação de rádio. Embora ele tenha desempenhado um papel pequeno no arco de história "Dead Wrong", de Fugitivos, Val Rhymin foi o principal vilão no arco de história seguinte, "Rock Zombies".

## Publicação
Val Rhymin apareceu pela primeira vez em Fugitivos Vol. 3,  #1 (Agosto de 2008) e foi criado por Terry Moore e Humberto Ramos.

## Biografia ficcional do personagem
Quando os Fugitivos retornam a Los Angeles, Nico Minoru pede a Chase Stein que encontre um emprego. Quando eles vão para um shopping center, Chase tenta arrumar um trabalho de estação de rádio com Val Rhymin, seu ídolo. Enquanto isso, Val argumenta com seu gerente, dizendo que seu gerente não permite que ele tenha qualquer liberdade. Curiosamente, agora é quando o chefe de Val tem sua convulsão e cai sobre a sacada do shopping para o andar de baixo. Antes dele ser atingido, Klara Prast o salva fazendo a vida das plantas pararem sua queda.
Em "Rock Zombies", Val trabalha com Monk Theppie, o tesoureiro da California Witchcraft Community, para misturar o feitiço de magia cantando em uma nova música. Depois de testar a música em um funcionário, Lydia, Val transmite a música no rádio, transformando todos os que fizeram cirurgias plásticas em Los Angeles em zumbis. Val então manda os zumbis saquearem a cidade e se encontrarem no Hollywood Bowl. No entanto, os Fugitivos param sua trama com Nico ligando Val com um feitiço. Molly, em seguida, reverte os zumbis de volta ao normal, tocando a música para trás.